# Huta Szklana (Ukraina)
Huta Szklana (ukr. Гута-Скляна) – wieś na Ukrainie, w obwodzie lwowskim, w rejonie szeptyckim.
Do 2020 w rejonie radziechowskim.